# Каландарова, Малика Яшуваевна
Мазол (Малика) Яшуваевна Каландарова (Колонтарова, Калантарова) (тадж. Малика Яшуваевна Қаландарова; род. 2 сентября 1950, Сталинабад, СССР) — советская, таджикская танцовщица, актриса, педагог. Народная артистка СССР (1984).

## Биография
Родилась 2 сентября 1950 года в Сталинабаде (ныне — Душанбе) в семье бухарских евреев из Самарканда.
С 1965 года — танцовщица Таджикского государственного ансамбля танца «Лола», с 1980 — Ансамбля песни и танца Таджикской филармонии (Душанбе).
Гастролировала с ансамблями по городам СССР и за рубежом: Афганистан, Япония, Испания, Турция, Индия и др.
Снималась в кино.
С 1993 года живёт и работает в Нью-Йорке (США). Продолжила свою танцевальную карьеру, открыв «Международную школу танцев Малики» («Malika’s International Dance School»), где учит молодых девушек танцам.

### Семья
- Муж — Ильяс Гулькаров, музыкант (исполнитель на дойре). Заслуженный артист Таджикской ССР
  - Дочь — Самира, артистка, танцовщица, транссексуал, в прошлом был мужчиной Артуром[1]
  - Сын — Марк
    - Две внучки и два внука.

## Награды и звания
- Заслуженная артистка Таджикской ССР (1972)
- Народная артистка Таджикской ССР (1976)
- Народная артистка СССР (1984)
- Государственная премия Таджикской ССР имени Рудаки (1984)

## Фильмография
- 1961 — Зумрад — эпизод
- 1970 — Жених и невеста — Гульнора
- 1971 — Сказание о Рустаме — девушка у фонтана
- 1972 — Ураган в долине — Гульчехра
- 1984 — И ещё одна ночь Шахерезады… — эпизод
- 1986 — Новые сказки Шахерезады — танцовщица
- 1987 — Последняя ночь Шахерезады — эпизод
- 1989 — Шерали и Ойбарчин — индийская танцовщица